# Eilema palleola
Eilema palleola là một loài bướm đêm thuộc phân họ Arctiinae, họ Erebidae.